# Isis (planetka)
(42) Isis je planetka nacházející se v hlavním pásu asteroidů. Její průměr činí asi 100 km. Byla objevena 23. května 1856 britským astronomem N. R. Pogsonem.